# Polymixis xanthomista
Polymixis xanthomista är en fjärilsart som beskrevs av Jacob Hübner 1819. Polymixis xanthomista ingår i släktet Polymixis och familjen nattflyn. Inga underarter finns listade i Catalogue of Life.

## Bildgalleri

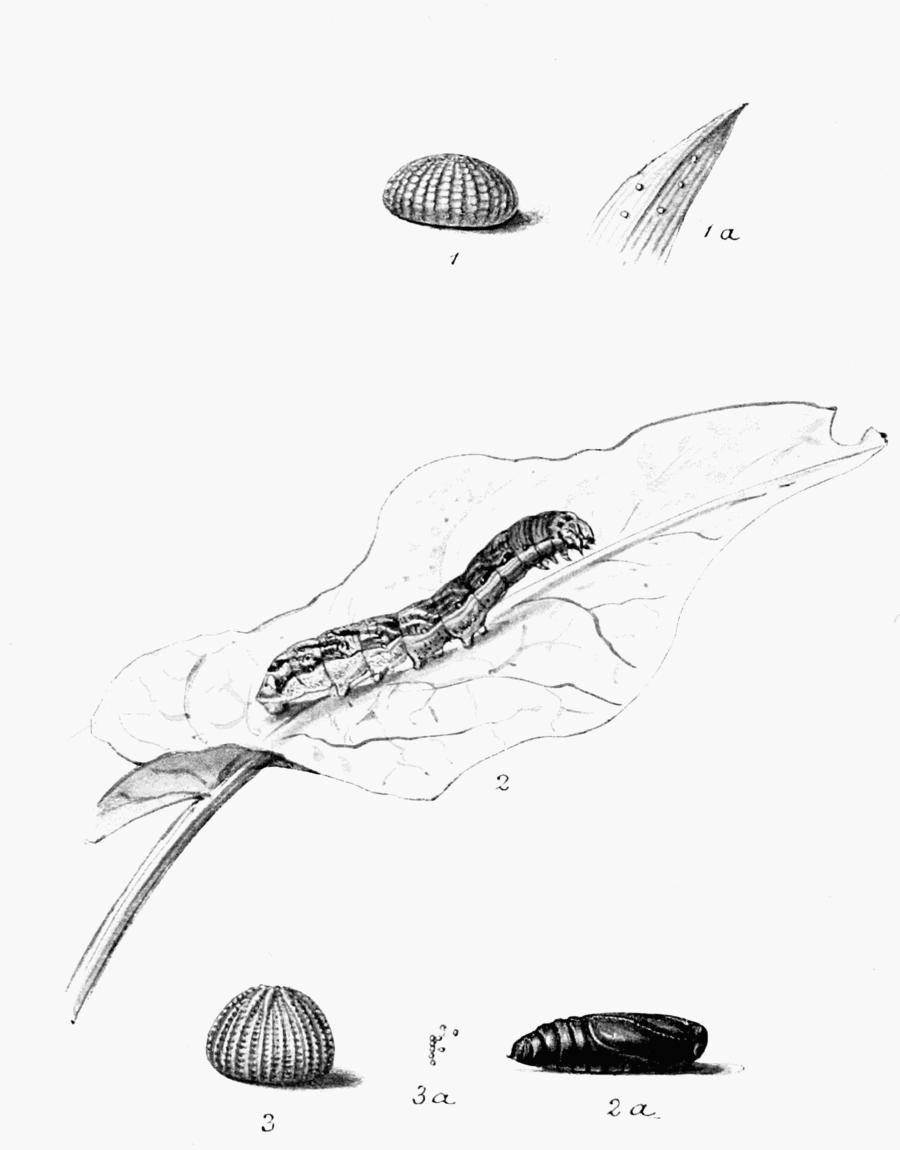
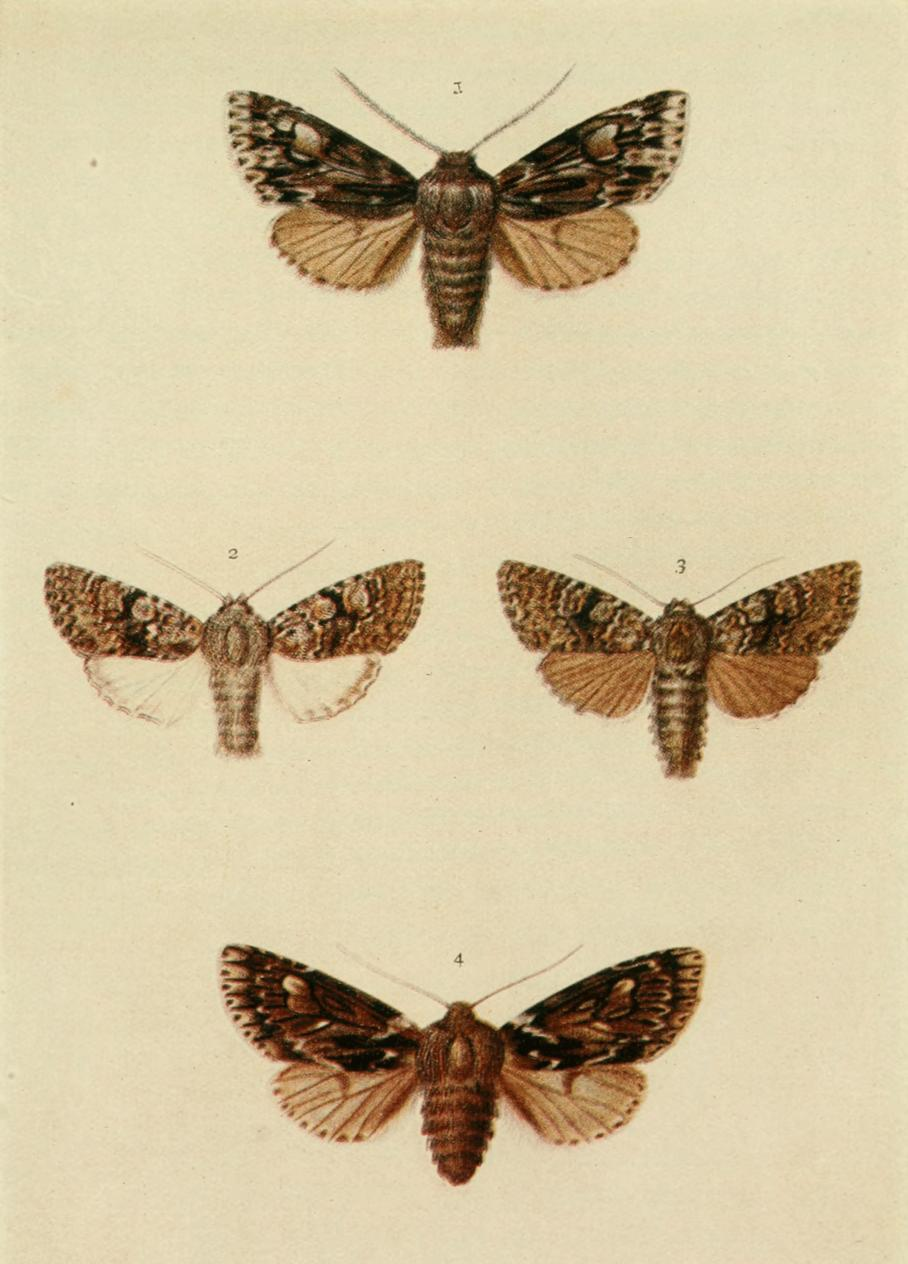